# خوزه ده خسوس کورونا
خوزه ده خسوس کورونا (اسپانیایی: José de Jesús Corona‎؛ زاده ۲۶ ژانویهٔ ۱۹۸۱) یک بازیکن فوتبال اهل مکزیک است.